# Neptunea phoenicea
Neptunea phoenicea är en snäckart som först beskrevs av Dall 1891.  Neptunea phoenicea ingår i släktet Neptunea och familjen valthornssnäckor. Inga underarter finns listade i Catalogue of Life.